# Bílsko (Boêmia do Sul)
Bílsko é uma comuna checa localizada na região da Boêmia do Sul, distrito de Strakonice.